# Harry Clarke

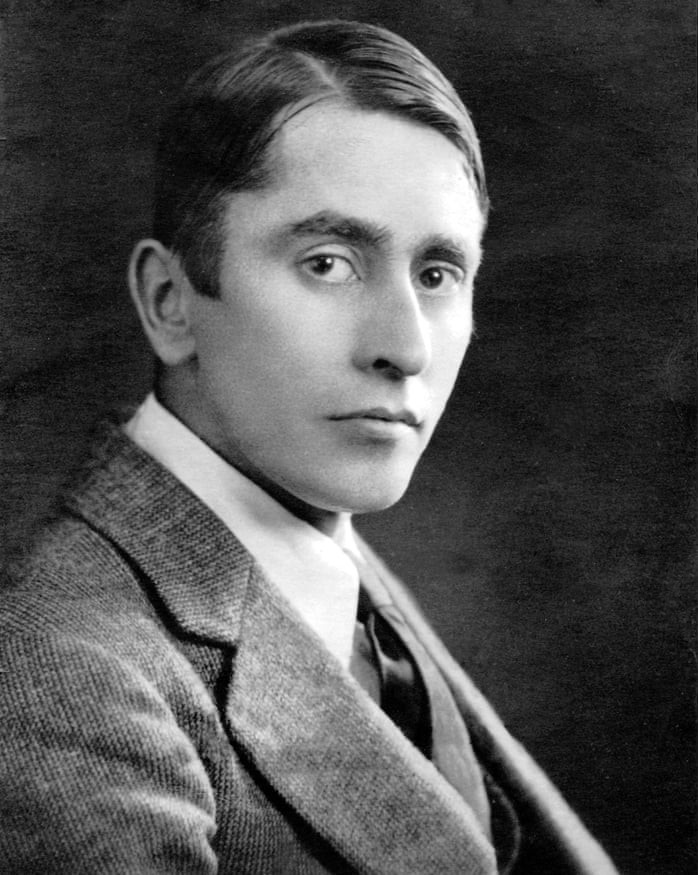
Undatiertes Foto von Clarke

Harry Clarke (* 17. März 1889 in Dublin; † 6. Januar 1931 in Chur) war ein irischer Glasmaler und Buchillustrator.

## Leben und Werk

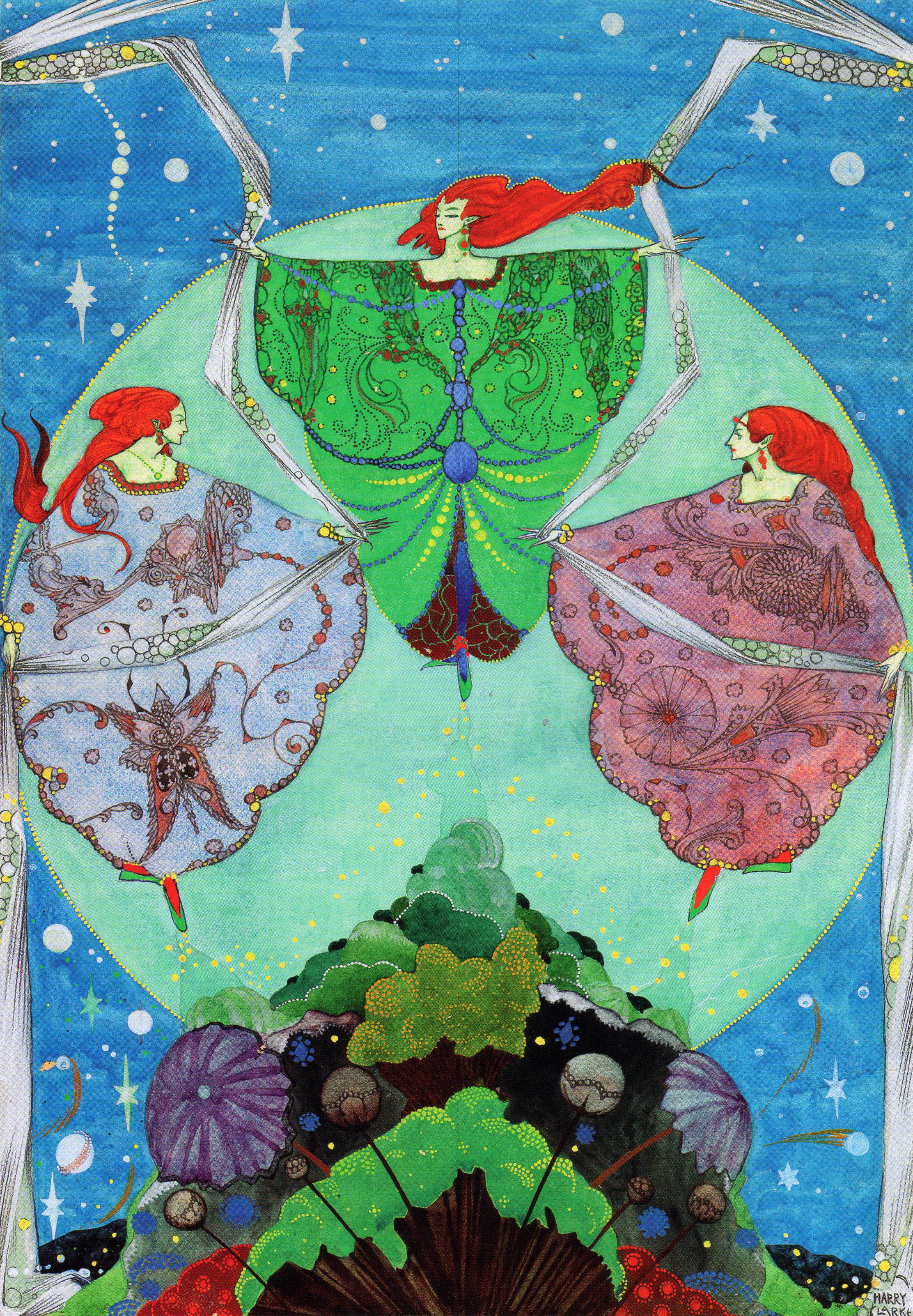
Clarkes Illustration zu Hans Christian Andersens Märchen

Harry Clarke wurde als zweiter Sohn von Joshua und Bridget Clarke in Dublin geboren. Harry hatte zwei Schwestern, Dolly und Kathleen, sein Bruder Walter war auf den Tag genau ein Jahr älter als er. Die späteren Ehefrauen der Brüder waren die Schwestern Margaret und Minnie Crilly.

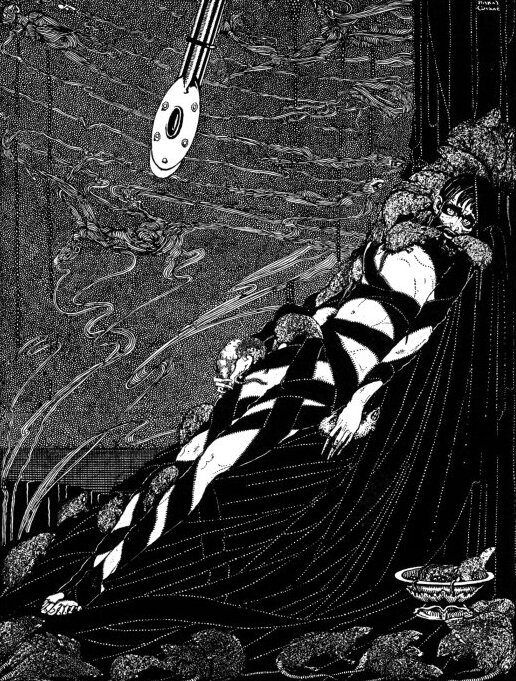
Illustration zu Poes Werk „Die Grube und das Pendel“

Vater Joshua zog 1887 von Leeds nach Dublin, als Handwerker war er mit der Restaurierung von Kircheninventar und der Herstellung von Glasmalereien für Kirchenfenster beschäftigt. Ab 1892 richtete er in den Räumen seines Wohnhauses North Fredrick Street 33 eine Werkstatt ein und gründete eine eigene Firma, die nach seinem Tod 1921 von den Söhnen Harry und Walter weitergeführt wurde. Harry war schon früh fasziniert von den Arbeiten in der Werkstatt und verbrachte viel Zeit dort.
Seine Schullaufbahn begann er in dem von Jesuiten geführten Belvedere College unweit des elterlichen Hauses in Dublin. Bereits hier zeigte sich seine Begabung und sein Interesse am Zeichnen und der Kunst. Während seiner Ausbildung im väterlichen Betrieb, die er 1905 begann, studierte er Glasmalerei an der Dublin Art School und machte dort durch den Gewinn mehrerer Preise auf sich aufmerksam. Ein Stipendium führte Clarke um 1910 nach London, wo er im Auftrag des Verlegers George G. Harrap and Co die Illustration der Werke The Rime of the Ancient Mariner von Samuel Taylor Coleridge und eine illustrierte Ausgabe von Alexander Popes The Rape of the Lock begann, aufgrund von Unstimmigkeiten aber nie fertigstellte.
1916 wurde die Illustration von Hans Christian Andersens Märchen seine erste gedruckte Arbeit, gefolgt von einer ersten Illustration der Tales of Mystery and Imagination von Edgar Allan Poe. Der ersten, noch einfarbigen Version dieses Werkes folgte 1923 eine teilweise farbige Edition.
Diese ersten Werke von Harry Clarke festigten seinen Ruf als Buchillustrator. Es folgten die illustrierten Werke The Fairy Tales of Charles Perrault (1920) und Goethes Faust (1925).

Für den Spirituosenhersteller Jameson Irish Whiskey entstanden die von Harry Clarke illustrierten Werbebroschüren A History of a Great House (1924) und Elixir of Life (1925).

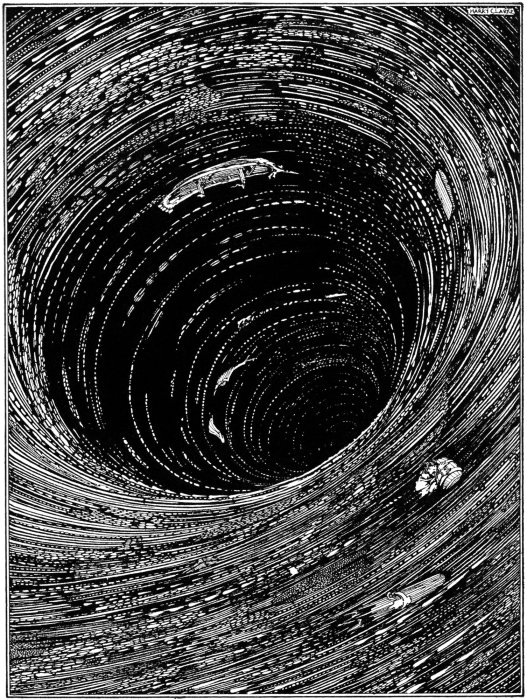
Illustration von Harry Clarke zu Edgar Allan Poes Geschichte „Hinab in den Maelström“, 1919

Das letzte von ihm illustrierte Buch, Selected Poems von Algernon Charles Swinburne, erschien 1928.
Wie sein Bruder Walter litt auch Harry unter Lungenproblemen, 1929 wurde bei ihm Tuberkulose festgestellt. Er reiste zur Kur nach Davos in die Schweiz. Auf seiner geplanten Rückreise nach Dublin starb er am 6. Januar 1931 in Chur und wurde dort begraben.
Große Beachtung finden bis heute die von ihm geschaffenen Glasmalereien. Zu seinen frühesten Werken zählen die Fenster in der Honan Chapel, einer Kapelle des University College in der irischen Stadt Cork. Eine Arbeit, die im Jahre 1917 abgeschlossen wurde.
Von 1917 bis zu seinem frühen Tod im Jahre 1931 führte Harry Clarke über vierzig Aufträge mit mehr als 130 kunstvoll bemalten Fenstern in Irland, Großbritannien, den Britischen Inseln, Australien und Afrika aus.
Werke befinden sich in der St. Senans Church in Kilrush und der St. Ultans Church in Bohermeen Grafschaft Meath. Dazu kommen weltliche Motive in Bewley's Cafe in Dublin und ein Motiv zu John Keats’ The Eve of St. Agnes, das in der Dublin City Gallery The Hugh Lane ausgestellt ist.
Clarkes Glasmalereien thematisieren oft religiöse, seltener auch weltliche Motive. Er entwarf und gestaltete mehr als ein Dutzend Fenster für Kriegsdenkmäler und Kapellen sowie einige Werke für Privatpersonen. Diese Werke waren meist Interpretationen von Gedichten oder Balladen in kleinen Formaten.